# Ngọc nữ (thực vật)
Ngọc nữ hay rồng nhả ngọc, lồng đèn (danh pháp khoa học: Clerodendrum thomsoniae) là loài thực vật có hoa thuộc chi Clerodendrum của họ Hoa môi, bản địa của Tây Phi nhiệt đới, từ Cameroon đến Senegal. 

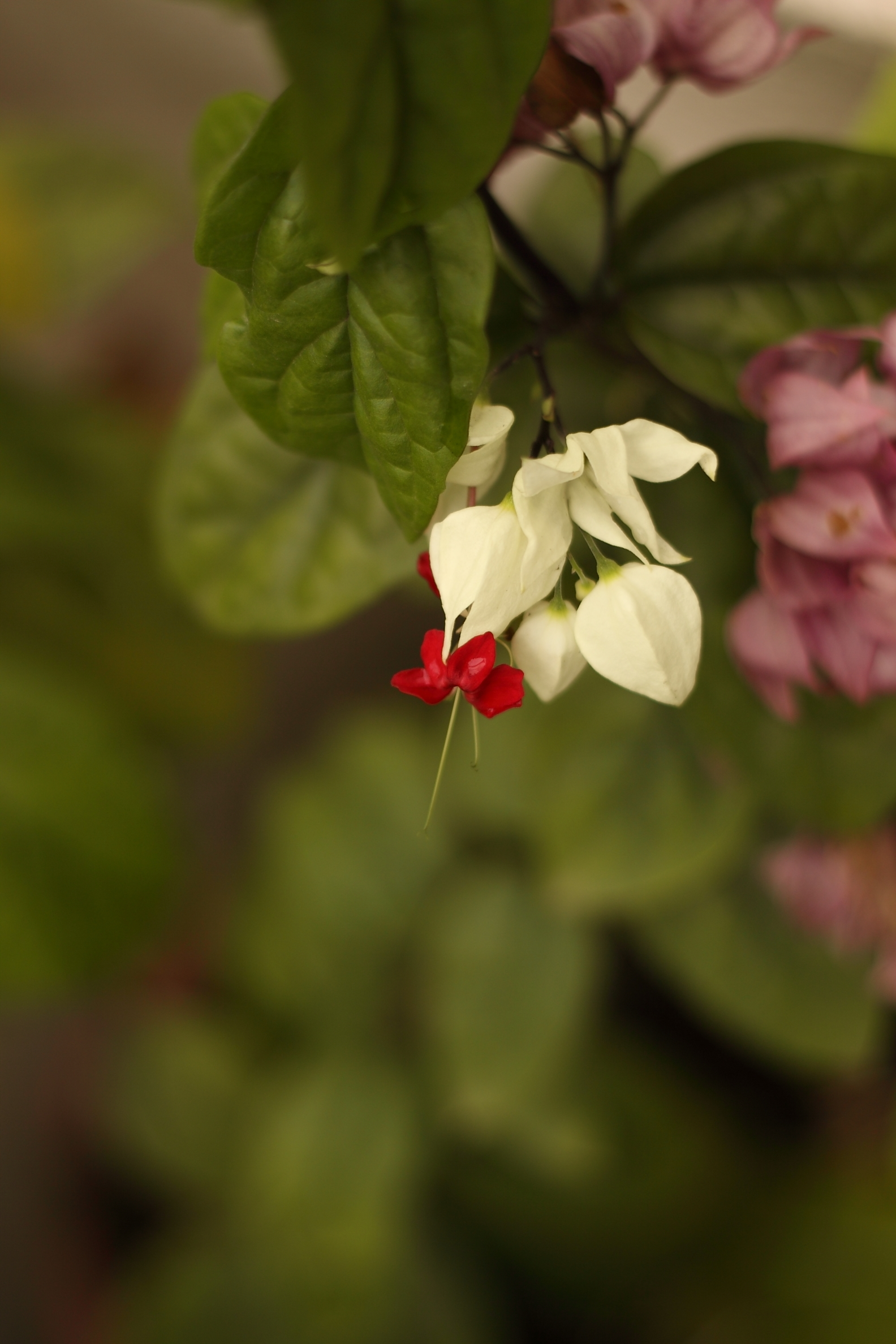
Hoa ngọc nữ.

Tên khoa học của loài này được đặt theo tên của nhà vật lý và truyền giáo tại Nigeria, William Cooper Thomson (1820 – 1880s).

## Hình ảnh

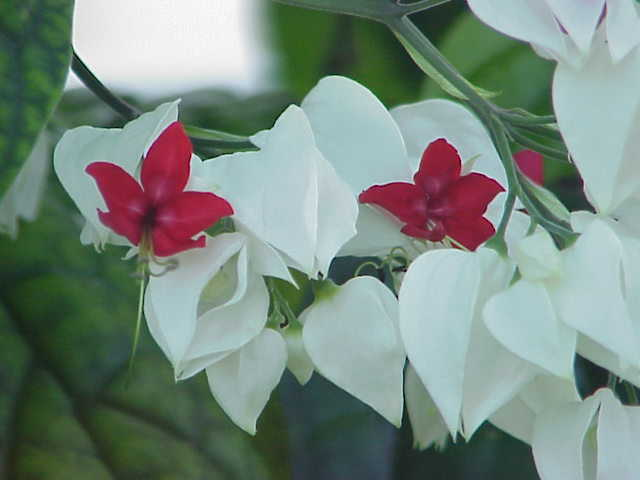
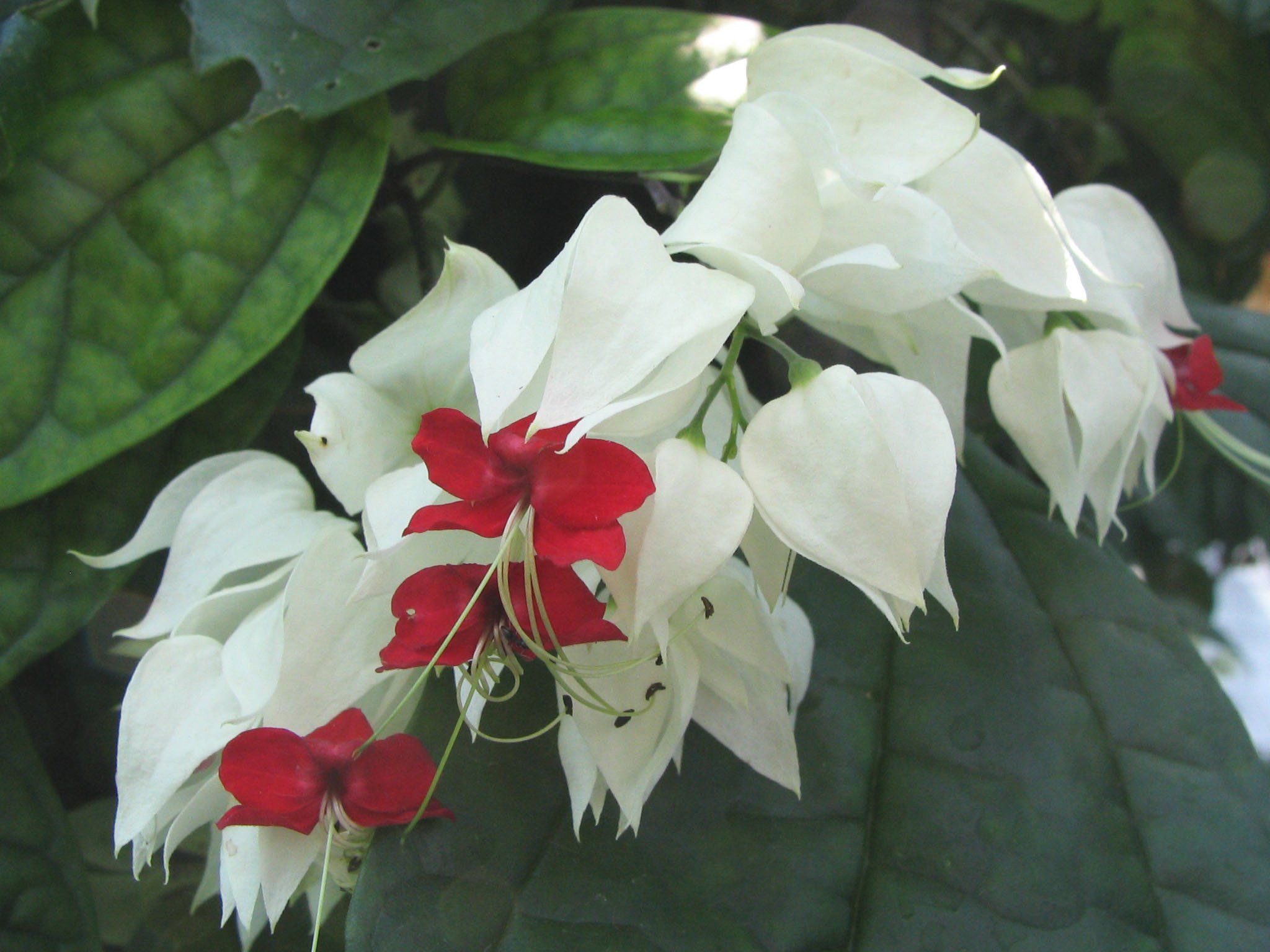
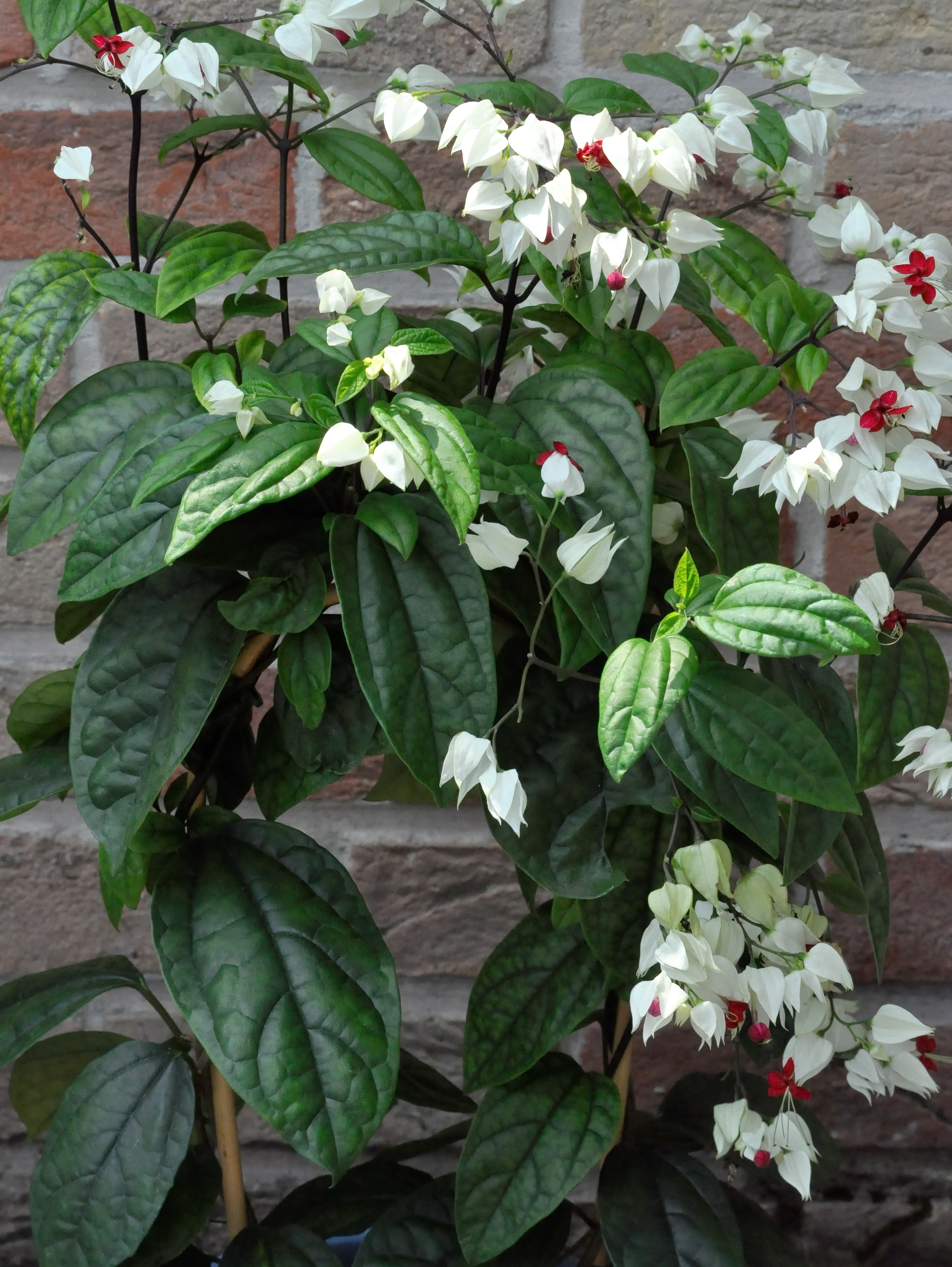
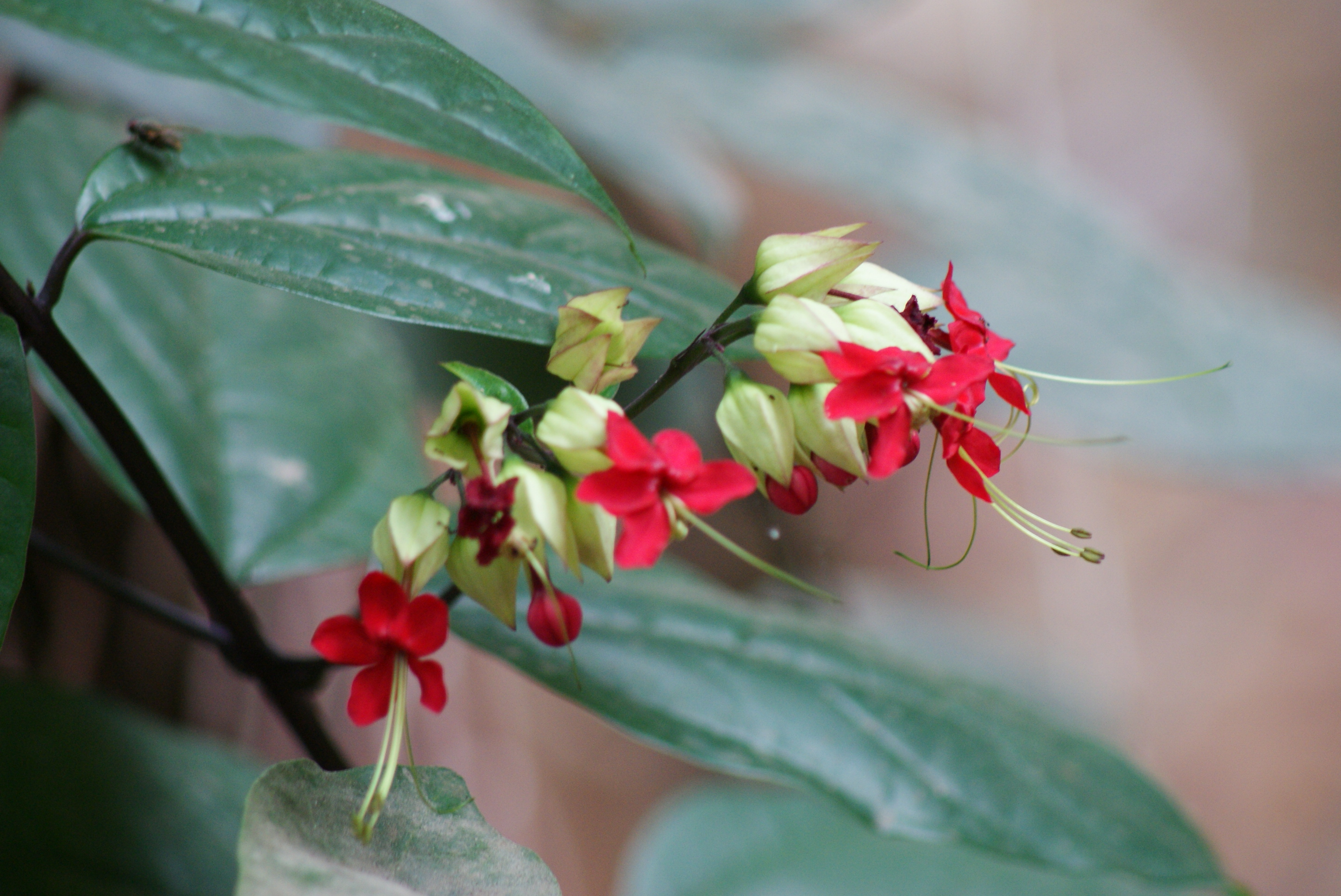